# Titan A.E.
Titan A.E. er en amerikansk animeret science fiction-film fra 2000, produceret af Fox Animation Studios og Twentieth Century Fox. Titlen refererer til det fiktive rumskib, der er den centrale handling, hvor A.E. står for "After Earth" (Efter Jorden). 
Filmens animationsteknik kombinerer traditionelt håndtegnet animation og en stor mængde computeranimerede effekter. Filmens arbejdstitel var Planet Ice. Filmen er instrueret af Don Bluth og Gary Goldman. Som stemmer medvirker Matt Damon, Bill Pullman og Drew Barrymore i hovedrollerne.
Titan A.E. tjente ikke mange penge i de amerikanske biograffer. Med et budget på $75,000,000 indtjente den kun $9,376,845 under åbningsweekenden, og en samlet indtægt på $22,753,426 i biograferne.

## Handling
Den udspiller sig i begyndelsen af det 4. årtusinde hvor mennesket for længst har rejst til andre galakser og bredt sig ud over det kendte univers. Her lever man på universel levevis med andre livsformer og teknologier. 
Dog vækker vores vækst bekymring hos racen Drej, en fremmed livsform, der ligner en slags elektriske blå lyn.Selv deres rumskibe er blåstrålende energifelter.De ser menneskets potentiale som en trussel mod sin egen, og vil derfor destruere Jorden i et forsøg på at knække vores livsnerve og vigtigste samlingspunkt.

Videnskabsmanden Sam Tucker (Ron Perlman) arbejder for militæret på et stort og vigtig projekt; Titan og da Drej'erne starter et angreb , vælger Tucker at rejse fra sønnen Cale (Matt Damon) og overlade ham til den tro tjener Tek (Tone Loc).Lige inden de skilles, giver han sønnen Cale en ring og lover at de skal ses igen. Cale sættes på et rumskib og på vej væk fra Jorden ser han sin far undslippe i det kæmpemæssige rumskib Titan.

Cale's rumskib og en række andre redningsrumskibe undslipper Drej'ernes endelige stråleangreb, der er så kraftigt, at Jorden eksploderer.Faderen vil beskytte Titan mod drei'erne og flyver hurtigt væk og det lykkedes det ham at skjule skibet i en fjern del af galaksen. Siden da har ingen hørt fra Titan eller hans far, der regnes for dræbt. Selv mange år senere føler Cale sig forladt og han er bitter over faderens løftebrud om gensyn. Som mange andre jordboere er han rodløs, efter Jordens tilintetgørelse og strejfer rundt i universet.
Femten år senere arbejder Cale i en rumskibshavn og ved et mindre arbejdsuheld, ender han toppen af et indkommende rumskib. Her ser han Akima (Drew Barrymore) første gang. Senere kontaktes Cale af Korso (Bill Pullman) der ønsker at finde rumskibet Titan, der ifølge legenden vil samle menneskene igen.Korso mener at menneskene som race vil uddø hvis man ikke finder Titan, men Cale ønsker ikke at hjælpe andre end sig selv. Det lykkes at overtale den desillusionerede Cale på en café, da Korso afslører sig som hans far's kollega og han kan aktivere den DNA- kodede ring, Cale fik som barn.Da ringen er aktiveret og sidder på Cale's finger, lyser et kort op i Cale's håndflade.Kortet skulle vise Titan's gemmested. Drej'erne ved også at Cale er et vigtig led i eftersøgningen af Titan og har nu fundet ham. De kommer ind i caféen og der starter en ildkamp, men Korso og Cale undslipper ud gennem vinduet og ned i nogle underjordiske rør.I lufthavnen angribes de af Drej'erne igen og Korso redder Cale's liv. De når moderskibet og slipper væk og senere møder han besætningsmedlemmerne.
Her møder han først den selvstændige unge asiat Akima der tror på jordboernes redning og kæmper for at det skal ske.Hendes meninger passer dårligt sammen med Cale's mistroiske og rodløse væsen.Hun er opvokset i en af de flakkekolonier der opstod efter Jordens ødelæggelse, hvor sammenhold er vigtigt. Dernæst møder han flere brogede rumvæsner, den humørsvingende våbenekspert Stith (Janeane Garofalo), den suspekte andenpilot Preed (Nathan Lane) og til sidst møder han den exentrisk opfinder og navigatør Gune (John Leguizamo).
Gune kan læse kortet og det viser vej til Sesharrims nedbrudte måne. Det meste af planeten Sesharrim's overflade er dækket af vand og "brinttræer", en slags store brintballoner , der er eksplosionsfarlige.Beboet er af en ældgammel bevinget livsform kaldet Gauolen. De dukker op, efter at Cale og folkene har fundet et stort monument. 
Gauol'erne viser Cale han skal holde hånden mod månen og da han gør det, ændres kortet i hans håndflade og viser vej til et nyt sted.Igen angriber Drej'erne dem og Gauol'erne griber folkene med deres kløer og de flyver væk. Trods modstanden lykkedes det Drej'erne at fange Cale og Akima og bringe dem om bord på et rumskib.Der aflæser Drej'erne Cale's kort, og Akima der er fanget i en kapsel, skydes ud i rummet. Akima opspores og befries af folkene. Cale slipper også fri og flyver tilbage til Korso's rumskib, hvor en glad Akima springer i armene på ham.Senere aflæser de igen kortets nye ændringer og finder næste punkt, som ligger i Tigrins Isbælte.
Undervejs stopper de ved flakkekolonien New Bangkok for at proviantere og her overhører Cale og Akima en samtale mellem Korso og Drej'erne, der afslører Korso som Preed som betalte forrædere. Cale og Akima stikker af og Korso vender tilbage til rumskibet.Stith og Gune er uvidende om dette komplot og protesterer, da Korso vil lette uden Cale og Akima, men bliver truet til at adlyde.I kolonien får Cale øjnene op for håbet i menneskene overlevelse og deres ret til et bedre samliv. De mangler dog et rumskib for at nå Titan før Drej'erne og heldigvis finder Cale et gammel rumskib de kan reparere og da Akima er pilot kan de forsætte.Samtidigt bliver Akima og Cale's forhold varmere.
Tigrins Isbælte er tusindvis af kæmpemæssige iskrystal, der nemt kan knuse rumskibet og under en farlig flyvetur mellem iskrystaller opdages de af Korso, der følger dem på afstand. Iskrystallernes spejlblanke overflader reflekterer alt, så de undslipper Korso og finder ly i en kæmpemæssig iskrystal, og her finder de Titan dækket af is. De lander og ved undersøgelsen af Titan, finder de en styrepult, i centrum af den enorme kugleunde Titan. Her findes et kontrolpanel, der har en form som passer til Cale's ring. Da ringen sættes på kontrolpanelet, tændes lyset og kontrolpanelet er klar. Ringen aktiverer også et hologram med Sam, der undskylder for sin død og løftebrudet mod Cale. Sam fortæller også at Titan har potentiale til at skabe en helt ny planet med dyr,planter og mennesker. Titan energiresourcer er dog udtømte, så Titan er deaktiveret. 
Korso og Preed har også fundet Titan og efterlader Stith og Gune, som de forsøger at dræbe med en bombefælde. Kun Stith er uskadt fordi Gune griber bomben og løber væk. Bomben eksploderer og Gune må efterlades hårdt såret.
Korso fanger Cale og Akima ved kontrolpanelet og her viser det sig at Preed er dobbeltforræder, da han han selv har lavet en aftale med Drej'erne og han fortæller at Drej'erne er tæt på dem.Det kommer til håndgemæng, hvor Korso dog vender sig mod Preed og dræber ham. Han overfalder derefter Cale, men midt i kampen, falder han ned og hænger kun lige fast i en gangbro. Cale forsøger at redde ham, men han falder dog længere ned, glider til sidst ned af nogle kabler og forsvinder ud af syne.
Drej'ernes moderrumskib har fundet dem igen og beskyder dem. Akima mener de skal flygte, men Cale har fået den idé, at bruge Drej'ernes blå energi/lyn som energikilde til Titan. Han vil omdirigere energien via automatiske energikoblinger,der sidder udenfor rumskibet, men de sætter sig fast. Under rumvandringen for at løsne koblingerne,forsvares han af Akima og Stith, men Cale reddes af af Korso, der alligevel vil kæmpe for menneskene. og Korso,der er hårdt såret, ofrer sig selv ved at bruge sit våben som kobling. Drej'ernes moderskib gør klar det endelige dødsstød og de affyrer deres hovedvåben, en stor stråle, men energien opfanges af Titan. Skabelsesprocesserne har nu energi og aktiveres.
Titan skaber en ny planet til menneskene og senere, da Akima og Cale står og nyder synet af et nyskabt landskabsudsigt, pjatter de lidt og kysser hinanden.Det ender lykkeligt og da rygterne om Ny Jorden" spredes, vender tusindvis af mennesker hjem og viser at der er håb for menneskene i år 3044 (16 A.E.)(After Earth).

## Taglines
- Get ready for the human race

## Amerikanske stemmer
- Matt Damon — Cale Tucker
- Drew Barrymore — Akima
- Bill Pullman — Capt. Joseph Korso
- John Leguizamo — Gune
- Nathan Lane — Preed
- Janeane Garofalo — Stith
- Ron Perlman — Professor Sam Tucker
- Alex D. Linz — Young Cale
- Tone Loc — Tek
- Jim Breuer — The Cook

## Danske stemmer
- Jens Jacob Tychsen — Cale Tucker
- Mille Lehfeldt — Akima
- Jens Jørn Spottag — Capt. Joseph Korso
- Tonny Lambert — Gune
- Henrik Koefoed — Preed
- Ellen Hillingsø — Stith
- Lars Bom — Professor Sam Tucker
- Esper Hagen — Tek
- Allan Olsen — The Cook

## Soundtrack
1. "Over My Head" — Lit
2. "The End is Over" — Powerman 5000
3. Cosmic Castaway — Electrasy
4. "Everything Under the Stars" — Fun Lovin' Criminals
5. "It's My Turn to Fly" — The Urge
6. "Like Lovers (Holding On)" — Texas
7. "Not Quite Paradise" — Bliss 66
8. "Everybody's Going to the Moon" — Jamiroquai
9. "Karma Slave" — Splashdown
10. "Renegade Survivor" — The Wailing Souls
11. "Down to Earth" — Luscious Jackson